# Carl Clauberg

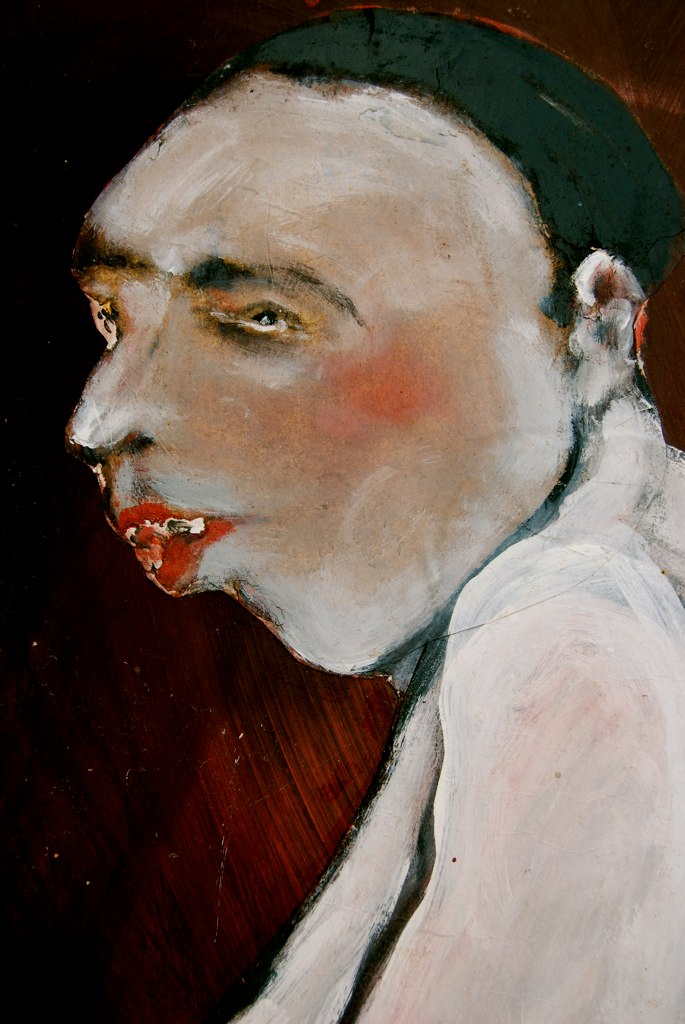
”Dr. Carl Clauberg, Odjuret”. Målning av Stefan Krikl.

Carl Clauberg, född 28 september 1898 i Wupperhof, död 9 augusti 1957 i Kiel, var en tysk nazistisk läkare och SS-Gruppenführer Han var medicinsk forskare i Auschwitz och ledde flera experiment på koncentrationslägerfångar.

## Biografi
Clauberg deltog i första världskriget som infanterist. Han studerade medicinvetenskap och arbetade därefter som gynekolog i Kiel. Clauberg blev medlem i Nationalsocialistiska tyska arbetarepartiet (NSDAP) 1933 och blev en fanatisk anhängare av dess ideologi. Han blev samma år utsedd till professor i gynekologi vid universitetet i Königsberg.
Clauberg kom till koncentrationslägret Auschwitz i december 1942 och blev där chef för Block 10 i huvudlägret (Stammlager). Clauberg utförde experiment framför allt för att få fram en billig och effektiv steriliseringsmetod för kvinnor. Clauberg dödade många av kvinnorna för att med en obduktion därefter kunna studera effekterna av sin steriliseringsmetod. Clauberg flydde 1944 undan den framryckande Röda armén till koncentrationslägret Ravensbrück, där han fortsatte med sina experiment. 
Clauberg åtalades 1948 i Sovjetunionen och dömdes till tjugofem års fängelse för krigsförbrytelser och brott mot mänskligheten. Sju år senare, 1955, frigavs han och återvände till Västtyskland. Han höll en presskonferens där han skröt om sin forskning i Auschwitz vilket gjorde att han ånyo greps 1955. Han avled i augusti 1957, vilket avbröt den rättsprocess som inletts mot honom.